# ساینسهایم
ساینسهایم (به آلمانی: Seinsheim) یک منطقهٔ مسکونی در آلمان است که در کیتسینگن واقع شده‌است.